# Барыково (деревня, городской округ город Тула)
Барыково — деревня в Тульской области России.
В рамках организации местного самоуправления входит в городской округ город Тула, в рамках административно-территориального устройства — в Прилепский сельский округ Ленинского района Тульской области.

## География
Расположена в 12,5 км к юго-востоку от областного центра, города Тула (по прямой от Тульского кремля).

## История
До 1990-х гг. деревня входила в Прилепский сельский Совет. В 1997 году стала частью Прилепского сельского округа Ленинского района Тульской области.
В рамках организации местного самоуправления с 2006 до 2014 гг. включалась в Ильинское сельское поселение Ленинского района, с 2015 года входит в Центральный территориальный округ в составе городского округа город Тула.

## Население
| 2010 |
| ---- |
| 27   |